# Linii de curent și traiectorii

Particula roșie se mișcă într-un fluid care curge. Traiectoria sa este trasată cu roșu; vârful urmei de cerneală albastră eliberată în origine urmează particula, dar, spre deosebire de linia traiectoriei (care înregistrează mișcarea anterioară a punctului), cerneala eliberată după plecarea punctului roșu continuă să se deplaseze în sus odată cu curgerea. (Aceasta este o „linie de curent”.) Liniile punctate reprezintă contururile câmpului de viteze („linii de curent”), arătând mișcarea întregului câmp la un moment dat.

Liniile albastre continue și liniile gri întrerupte reprezintă liniile de curent. Săgețile roșii arată direcția și mărimea vitezei de curgere. Aceste săgeți sunt tangente la linia de curent. Grupul de linii de curent încadrează contururile verzi (și) pentru a forma o suprafață a curentului (un „tub de curent”).

În dinamica fluidelor liniile de curent, liniile de vizualizare și traiectoriile sunt linii de câmp⁠(d) ale unei curgeri. Ele au sens doar când fluidul curge, staționar sau nu, adică nu este static.

Fie un câmp vectorial de viteze tridimensional în domeniul mecanicii mediilor continue:  
- Liniile de curent sunt o familie de curbe ai căror vectori tangenți constituie câmpul vectorial de viteze al curgerii. Acestea arată direcția în care se va deplasa un element de fluid fără masă în orice punct din spațiu într-un anumit moment.[3]
- Liniile de vizualizare sunt locurile geometrice ale tuturor particulelor de fluid care au trecut continuu printr-un anumit punct din spațiu în trecut. Colorantul injectat constant în fluid într-un punct fix se întinde de-a lungul unei linii de vizualizare.
- Traiectoriile se referă la drumul parcurs de particulele de fluid individuale. Acestea pot fi considerate ca „înregistrând” traiectoria unui element fluid în curgere pe o anumită perioadă. Direcția pe care o ia traiectoria va fi determinată de liniile de curent ale fluidului în fiecare moment.

Prin definiție, într-o curgere diferitele linii de curent într-un anumit moment nu se intersectează, deoarece o particulă de fluid nu poate avea două viteze diferite în același punct. Traiectoriile se pot intersecta cu ele însele sau cu alte linii (cu excepția punctelor de început și de sfârșit ale diferitelor linii, care trebuie să fie distincte). Liniile de vizualizare se pot intersecta cu liniile de curent.
Liniile de curent oferă o imagine de ansamblu asupra unor caracteristici ale câmpului de curgere la un moment dat, în timp ce liniile de vizualizare traiectoriile depind de istoricul curgerii. Adesea, secvențe de linii de curent sau linii de vizualizare în momente diferite, prezentate fie într-o singură imagine, fie într-o animație video, pot oferi informații despre curgere și istoricul său.

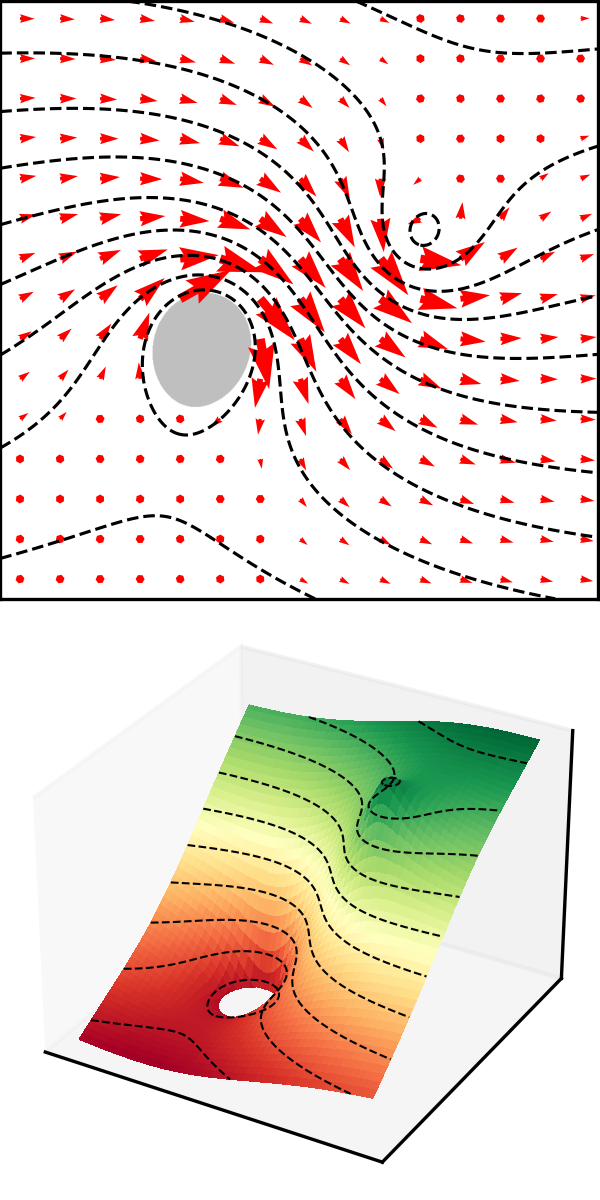
Într-o curgere incompresibilă reprezentată printr-un câmp vectorial de viteze în 2D (roșu, sus), liniile sale de curent (punctate) pot fi calculate ca fiind curbe de nivel ale (jos)

Dacă o linie, o curbă sau o curbă închisă este utilizată ca punct de plecare pentru un set continuu de linii de curent, rezultatul este o suprafață de curent⁠(d). În cazul unei curbe închise, într-o curgere staționară fluidul care se află în interiorul spațiului închis de o suprafață de curent trebuie să rămână pentru totdeauna în interiorul acelui spațiu, deoarece liniile de curent sunt tangente la viteza de curgere. O funcție scalară ale cărei curbe de nivel definesc liniile de curent este cunoscută sub numele de funcție de curent⁠(d).

## Descriere matematică

### Linii de curent

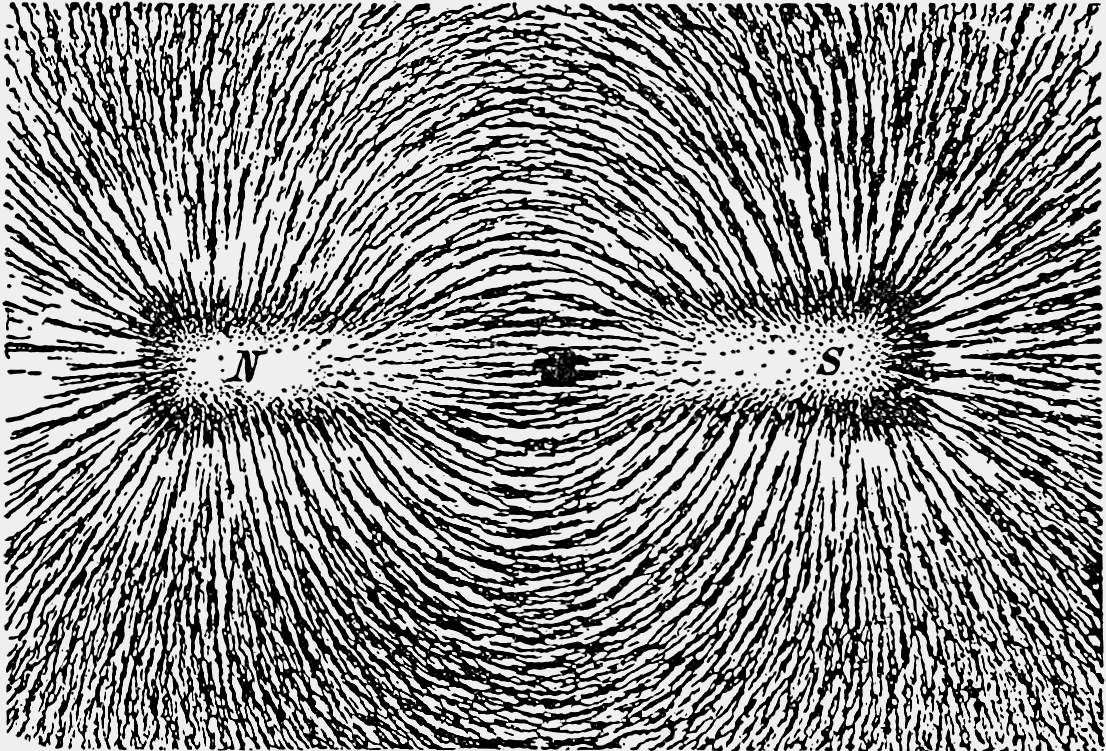
Direcția liniilor câmpului magnetic formează linii de curent reprezentate de alinierea piliturii de fier presărate pe hârtie plasată deasupra unui magnet bară

Linii de curent în jurul unui profil aerodinamic NACA într-o curgere potențială în care este satisfăcută, cu tuburi de curent superioare și inferioare identificate

Liniile de curent sunt definite de:
{\displaystyle {d{\vec {x}}_{S} \over ds}\times {\vec {u}}({\vec {x}}_{S})={\vec {0}}}
unde „{\displaystyle \times }” reprezintă produsul vectorial, iar {\displaystyle {\vec {x}}_{S}(s)} este reprezentarea parametrică a unei singure linii de curent, la un moment dat.
Dacă componentele vitezei sunt {\displaystyle {\vec {u}}=(u,v,w),} și cele ale liniei de curent {\displaystyle {\vec {x}}_{S}=(x_{S},y_{S},z_{S}),} atunci
{\displaystyle {dx_{S} \over u}={dy_{S} \over v}={dz_{S} \over w}}
ceea ce arată că curbele sunt paralele cu vectorul viteză. Aici {\displaystyle s} este o variabilă care parametrizează⁠(d) curba {\displaystyle s\mapsto {\vec {x}}_{S}(s).} Liniile de curent sunt calculate pentru același moment instantaneu de timp în întregul fluid cu respectivul câmp de viteze.
Un tub de curent este format dintr-un fascicul⁠(d) de linii de curent, asemănător cu un cablu optic.
Ecuația de mișcare a unui fluid pe o linie de curent pentru o curgere în plan vertical este:
{\displaystyle {\frac {\partial c}{\partial t}}+c{\frac {\partial c}{\partial s}}=\nu {\frac {\partial ^{2}c}{\partial r^{2}}}-{\frac {1}{\rho }}{\frac {\partial p}{\partial s}}-g{\frac {\partial z}{\partial s}}}
unde:
{\displaystyle c} este viteza pe linia de curent în direcția {\displaystyle s,}
{\displaystyle r} este raza de curbură a liniei de curent,
{\displaystyle \rho } este densitatea fluidului,
{\displaystyle \nu } este viscozitatea cinematică,
{\displaystyle {\frac {\partial p}{\partial s}}} este gradientul presiunii,
{\displaystyle {\frac {\partial c}{\partial s}}} este gradientul vitezei de-a lungul liniei de curent. Pentru o curgere staționară, derivata în funcție de timp a vitezei este zero: {\displaystyle {\frac {\partial c}{\partial t}}=0,}
{\displaystyle g} este accelerația gravitațională.

### Traiectorii

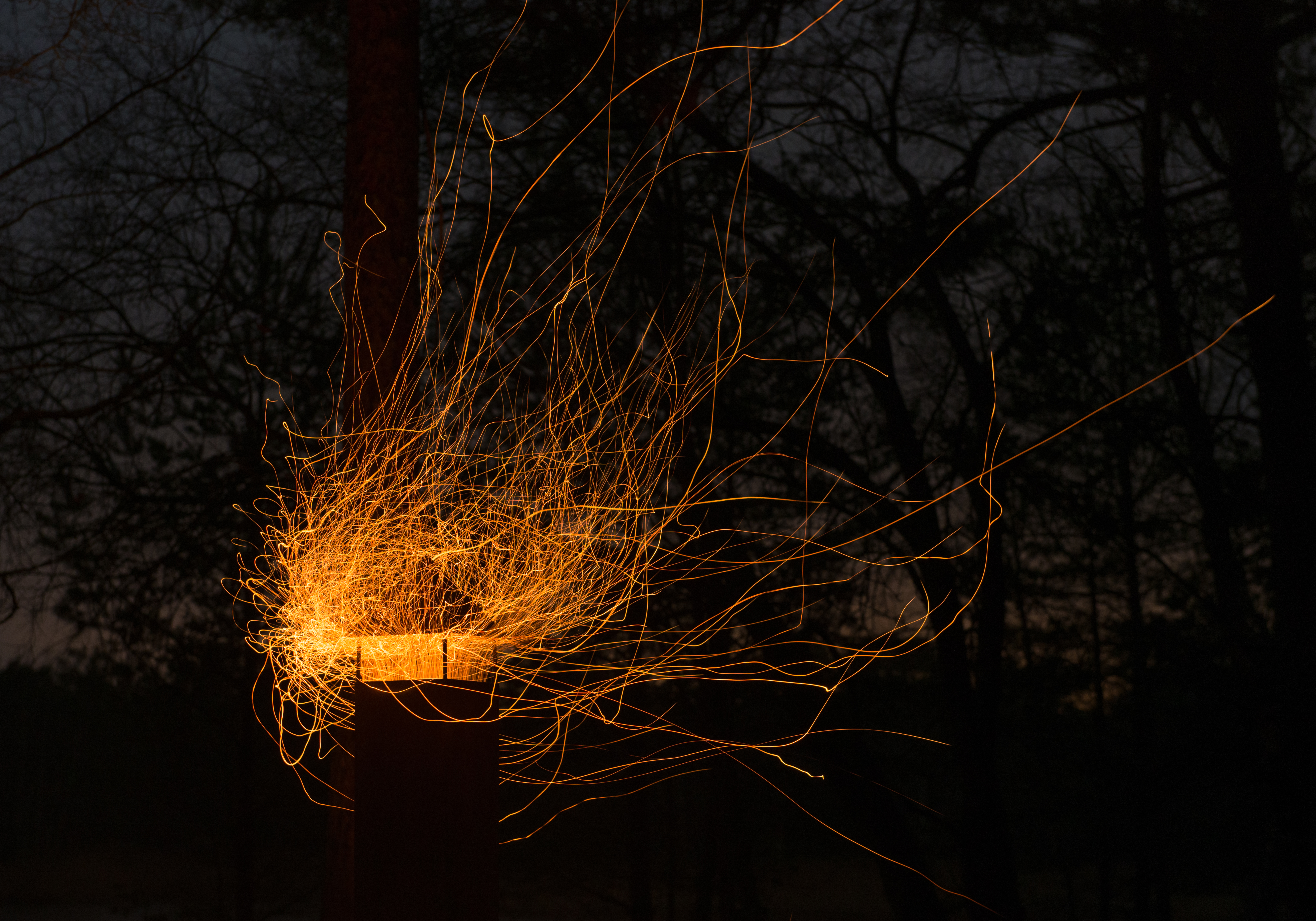
a scânteilor de la un foc de tabără arată direcțiile de circulație ale aerului cald

Traiectoriile sunt definite prin:
{\displaystyle {\begin{cases}{\dfrac {d{\vec {x}}_{P}}{dt}}(t)={\vec {u}}_{P}({\vec {x}}_{P}(t),t)\\[1.2ex]{\vec {x}}_{P}(t_{0})={\vec {x}}_{P0}\end{cases}}}
Indicele {\displaystyle P} indică o urmărire a mișcării unei particule de fluid. Traiectoriile sunt dependente de timp, {\displaystyle t}. Acest lucru se datorează faptului că acestea reprezintă modul în care fluidul mișcă o particulă, dacă curgerea se modifică în timp, acest lucru modifică traiectoria. De observat că în punctul {\displaystyle {\vec {x}}_{P}} curba este paralelă cu vectorul de viteză a curgerii {\displaystyle {\vec {u}}}, unde vectorul de viteză este evaluat în poziția particulei {\displaystyle {\vec {x}}_{P}} la momentul respectiv, {\displaystyle t}.

### Linii de vizualizare

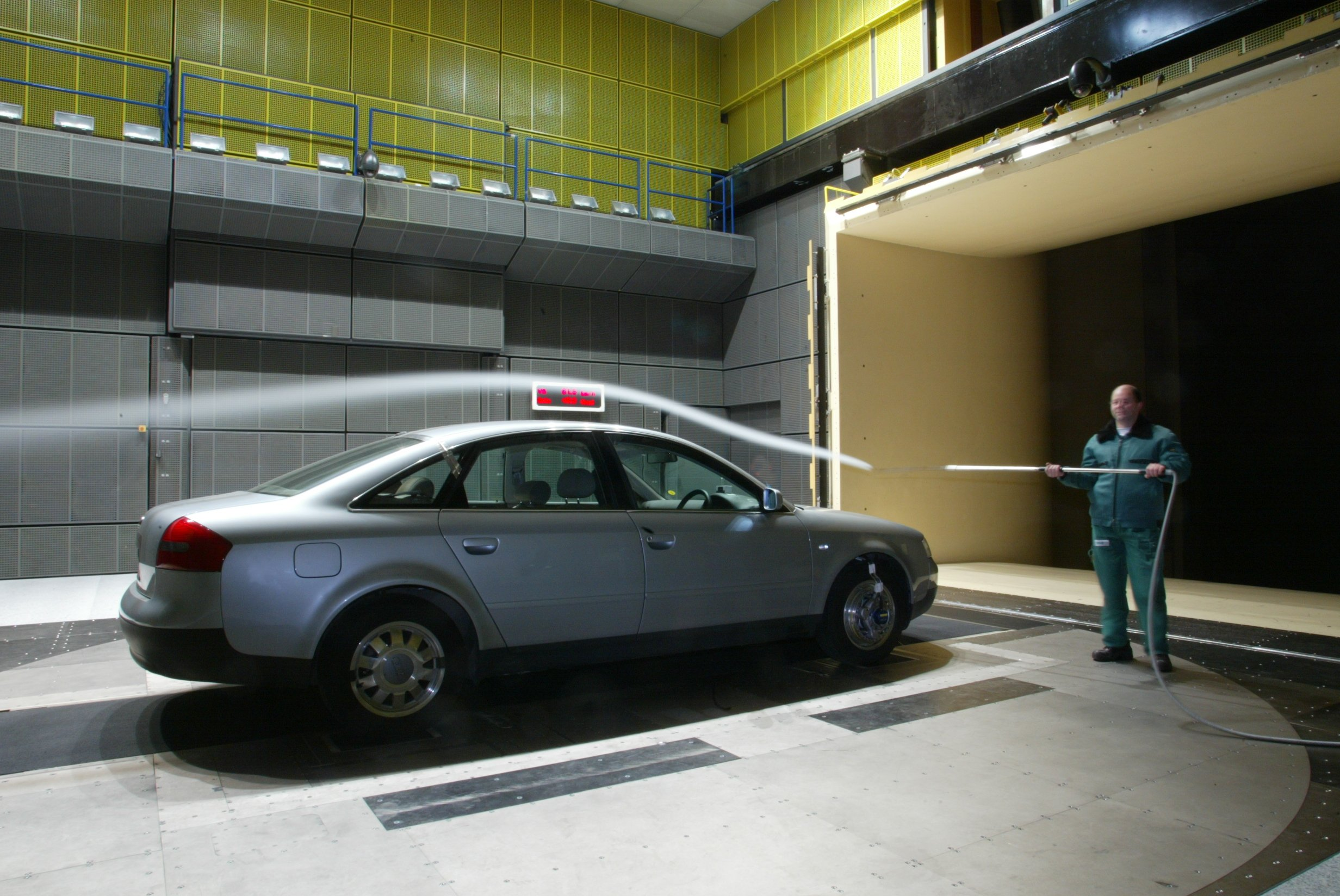
Exemplu de linie de vizualizare realizată cu fum, pentru a vizualiza curgerea în jurul unui autoturism în interiorul unui tunel aerodinamic

Linii de vizualizare au expresia:
{\displaystyle {\begin{cases}\displaystyle {\frac {d{\vec {x}}_{str}}{dt}}={\vec {u}}_{P}({\vec {x}}_{str},t)\\[1.2ex]{\vec {x}}_{str}(t=\tau _{P})={\vec {x}}_{P0}\end{cases}}}
unde {\displaystyle {\vec {u}}_{P}({\vec {x}},t)} este viteza unei particule {\displaystyle P} în poziția {\displaystyle {\vec {x}}} și la momentul {\displaystyle t.} Parametrul {\displaystyle \tau _{P}} parametrizează linia de vizualizare {\displaystyle {\vec {x}}_{str}(t,\tau _{P})} cu {\displaystyle t_{0}\leq \tau _{P}\leq t}, unde {\displaystyle t} este momentul care prezintă interes.

## Curgeri staționare
În curgere staționară (câmpul vectorial de viteze nu se modifică în timp), liniile de curent, liniile de vizualizare și traiectoriile coincid. Acest lucru se datorează faptului că, atunci când o particulă aflată pe o linie de curent ajunge într-un punct, {\displaystyle a_{0},} mai departe pe acea linie de curent ecuațiile care descriu curgerea o vor trimite într-o anumită direcție {\displaystyle {\vec {x}}.} Deoarece ecuațiile care descriu curgerea rămân aceleași atunci când o altă particulă ajunge în {\displaystyle a_{0},} aceasta va merge și ea în direcția {\displaystyle {\vec {x}}.} Dacă curgerea nu este staționară, atunci când următoarea particulă ajunge în poziția {\displaystyle a_{0},} curgerea se va fi schimbat și particula va merge într-o direcție diferită.
Acest lucru este util deoarece de obicei este foarte dificil să se observe liniile de curent într-un experiment. Dacă curgerea este staționară, se pot folosi liniile de curent pentru a descrie curgerea.

## Dependența de sistemul de referință
Liniile de curent sunt dependente de sistemul de referință. Adică, liniile de curent observate într-un anumit sistem de referință inerțial sunt diferite de cele observate într-un alt sistem de referință inerțial. De exemplu, liniile de curent din aerul din jurul unei aripi de aeronavă sunt definite diferit pentru pasagerii din aeronavă față de un observator de la sol. În exemplul aeronavei, observatorul de la sol va observa un flux nestaționar, iar observatorii din aeronavă vor observa un flux staționar, cu linii de curent constante. Atunci când este posibil, cei ce se ocupă cu dinamica fluidelor încearcă să găsească un cadru de referință în care curgerea este staționară, astfel încât să poată utiliza metode experimentale de creare a liniilor de vizualizare pentru a identifica liniile de curent.

## Aplicație
În dinamica fluidelor cunoașterea liniilor de curent poate fi utilă. Curbura unei linii de curent este legată de gradientul de presiune, care acționează perpendicular pe linia de curent. Centrul de curbură al liniei de curent se află în direcția descreșterii presiunii radiale. Mărimea gradientului de presiune radială poate fi calculată direct din densitatea fluidului, curbura liniei de curent și viteza locală.
Pentru a vizualiza liniile de curent, din care apoi se pot calcula traiectoriile, în apă se poate folosi un colorant, iar în aer fum. Liniile de vizualizare sunt identice cu liniile de curent pentru o curgere staționară. În plus, colorantul poate fi folosit pentru a crea linii temporale. Modelele sugerează modificările de design, cu scopul de a reduce rezistența la înaintare. Această sarcină este cunoscută sub numele de „optimizare aerodinamică/hidrodinamică”. Obiectele și organismele optimizate, cum ar fi profilele aerodinamice, automobilele și delfinii, sunt adesea plăcute din punct de vedere estetic. Stilul „aerodinamic modern”, o ramură a stilului Art Deco din anii 1930 și 1940, a folosit linii fluide în arhitectura și designul epocii. Exemplul canonic al unei forme aerodinamice este un ou de găină oval, cu capătul bont orientat înainte. Acest lucru arată clar că curbura suprafeței frontale poate fi mult mai abruptă decât cea a spatelui obiectului. Cea mai mare parte a rezistenței la înaintare este cauzată de vârtejurile din fluidul din spatele obiectului în mișcare, iar obiectivul ar trebui să fie de a permite fluidului să încetinească după ce trece în jurul obiectului și să recâștige presiunea, fără a forma vârtejuri.